# Сучевіца
Сучевіца (рум. Sucevița) — село у повіті Сучава в Румунії. Входить до складу комуни Сучевіца.
Село розташоване на відстані 372 км на північ від Бухареста, 42 км на захід від Сучави.

## Населення
За даними перепису населення 2002 року у селі проживали 1364 особи, з них 1361 особа (99,8%) румунів. Рідною мовою 1363 особи (99,9%) назвали румунську.